# Pastizz
Pastizz là một món bánh mặn truyền thống từ Malta. Pastizz thường có nhân pho mát ricotta hoặc đậu Hà Lan nghiền, và được gọi là pastizzi chu-irkotta (bánh pho mát), "tal haxu" hoặc pastizzi chu-piżelli (bánh đậu Hà Lan). Pastizz là một món truyền thống và nổi tiếng trong ẩm thực Malta

## Chế biến
Pastizzi thường có hình kim cương hoặc hình tròn và được làm từ loại bánh rất giống bánh Filo của Hy Lạp (mặc dù nó cũng là một phiên bản của bánh ngàn lớp). Bánh được gập theo các cách khác nhau tuỳ theo nhân bánh. Người ta thường nướng nó trên khay kim loại trong một lò nướng điện hoặc ga trong quán pastizzeria. Nó cũng được bán trong quán bar, quán cà phê và bán rong.

## Truyền bá ra nước ngoài
Pastizz cũng được sản xuất bởi cộng đồng người Malta nhập cư ở Úc, Hoa Kỳ, Anh và Canada. Quán pastizzeria đầu tiên ở Scotland mở cửa năm 2007.